# Turó del Tàbor
El Turó del Tàbor és una muntanya de 356 metres que es troba entre els municipis de Sant Climent de Llobregat i de Torrelles de Llobregat, a la comarca del Baix Llobregat.